# Дубасово (Сердобский район)
Дуба́сово — село Сокольского сельсовета Сердобского района Пензенской области.

## География
Село расположено на юго-западе Сердобского района, по правому берегу реки Камзолки. Расстояние до центра сельсовета села Соколка — 8 км, до районного центра город Сердобск — 32 км.

## История
По исследованиям историка — краеведа Полубоярова М. С., село основано между 1721 и 1736 годами вдовой подполковника Афанасия Ивановича Дубасова Акулиной Григорьевной Дубасовой. На карте Генерального межевания в 1790 году обозначено как село Богородское, Дубасово тож Сердобского уезда Саратовской губернии. В 1795 году — село Богородское, Дубасово тож, владение генерал−провиантмейстера−лейтенанта Дмитрия Александровича и поручика Петра Александровича Бахметьевых, 40 дворов, 196 ревизских душ. В 1861 году стараниями генерал-майора Николая Павловича Бахметьева построена каменная трёхпрестольная церковь во имя Тихвинской иконы Божьей Матери с приделами во имя Николая Чудотворца и Архистратига Божего Михаила. До отмены крепостного права село Богоявленское принадлежало помещику Н. П. Бахметеву, дворов — 61, число крепостных душ мужского пола — 319. В 1859 году — владельческое село Богоявленское (Дубасово) при речке Камзолке, 70 дворов, число жителей всего 646, из них мужского пола — 312, женского — 334; в селе православная церковь, мельница.

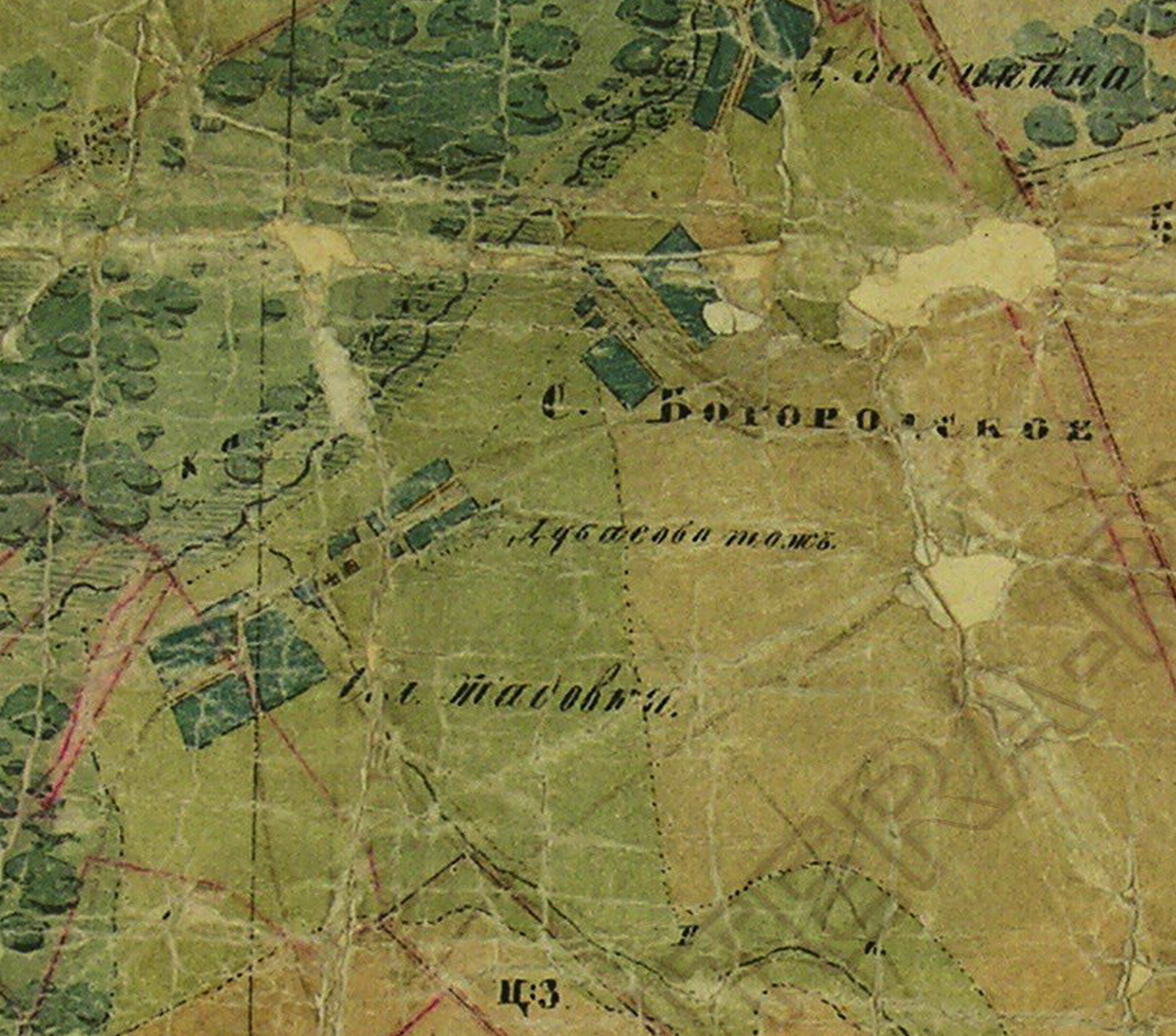
Фрагмент карты Генерального межевания Сердобского уезда Саратовской губернии. 1790 г.

В 1911 году село Дубасовка Сокольской волости Сердобского уезда Саратовской губернии, в селе церковь, земская школа, 122 двора, численность населения: всего душ — 771, из них 375 — мужского пола и 396 — женского; площадь посева у крестьян 566 десятин, из них на надельной земле — 475 десятин, на купленной — 91 десятина; имелось 70 железных плугов, 3 сеялки, 1 жнейка, 5 молотилок и 10 веялок. До 1923 года — в составе Сокольской волости, затем вошло в Сердобскую волость, с 27 октября 1925 года — в Бековской (Беково-Нарышкинской) волости Сердобского уезда. В 1927 году — село Дубасовка (Дубасово), центр сельсовета Бековской (Беково-Нарышкинской) волости Сердобского уезда Саратовской губернии, с 1928 года — центр Дубасовского сельсовета Бековского района Балашовского округа Нижне-Волжского края (с 30 июля 1930 года Балашовский округ упразднён, район вошёл в Нижне-Волжский край). С 1934 года — село Дубасово Бековского района Саратовского края, а с 1936 года — Саратовской области. В феврале 1939 года Дубасово, центр сельсовета Бековского района, вошло в состав вновь образованной Пензенской области. В 1955 году село — в составе Бековского сельсовета Бековского района Пензенской области. В 1960 году село Дубасово присоединилось к Нарышкинскому сельсовету Бековского района Пензенской области. В 1970-х годах село передано в Сокольский сельсовет Сердобского района Пензенской области.

## Население
| 1795 | 1859 | 1877 | 1886 | 1897 | 1911 | 1926  |
| ---- | ---- | ---- | ---- | ---- | ---- | ----- |
| 392  | ↗646 | ↘615 | ↗694 | ↘596 | ↗771 | ↗1163 |
| 1939 | 1959 | 1979 | 1989 | 1998 | 2002 | 2010  |
| ↘691 | ↘500 | ↘368 | ↘264 | ↘229 | ↘170 | ↘69   |

## Инфраструктура
Село негазифицировано, имеется централизованное водоснабжение. В Дубасове расположены сельский клуб, аптечный киоск, фельдшерско-акушерский пункт.
Через село проходит автодорога регионального значения «Тамбов—Пенза—Колышлей—Сердобск—Беково».

## Улицы
- Калинкина;
- Лесная;
- Яблочкова.